# 石川総朋 (梧堂)
石川 総朋（いしかわ ふさとも）は、江戸時代後期の旗本。総氏系石川家（保久石川家）6代。書家としても知られ、字を錫我・亀我、号を梧堂また知秋庵と名乗った。

## 生涯
安永7年（1778年）山城国淀藩主稲葉正親の五男正春の子として誕生した。石川総詳の養子となり寛政6年6月13日（1794年7月9日）将軍徳川家斉に拝謁し、寛政6年閏11月17日（1795年1月7日）総詳致仕に伴い家督を継ぐ。この後青木縫之助直美の息女を妻とし火事場見廻役・火消役を務め、文化元年12月16日（1805年1月16日）布衣着用を許された。文化2年6月（1805年7月）職を辞し旗本寄合席に列し、文化10年3月26日（1813年4月26日）致仕すると共に弟総功（養父総詳の庶子）を養子として家督を譲り隠居。嘉永5年1月6日（1852年1月26日）死去した。
なお鈴鹿郡郷土誌（復刻版）において総朋について、石川総氏の裔孫にして稲葉氏を継ぎ故あって石川家に復すと記され、また伊勢亀山藩主の三男に生まれたと記す資料もあるが、本項においては『寛政重修諸家譜』・『石川家譜難波録』に従い稲葉正春の子とした。また名を総明とする資料も多く存在するが、上記二書に従い総朋を用いた。

## 書家　石川梧堂
明の董其昌の書を学び、多くの門人を晩年抱えていたとされる。「日本書誌学大系 23 三村竹清集(3)」（青裳堂書店）においては「（梧堂）先生能書のことは世の知る所なり、弱冠より膂力人にすぐれたまひて、柔術に名あり、又角觝に移りたまひて、強年まで休むことなし、実に希代の強豪なりとあり。碁盤の上へ百匁筒と湯呑とを載せ、片手に持上げて、その湯を飲まれしなど伝へ、又邸内に土俵を造り、力士を養成し、かの玉垣額之助も、この石川様の部屋より出でしなどとも聞けり。」と紹介している。明治の教育者中村正直は梧堂に師事し書を習った（｢人物叢書 第135巻｣より）。